# Баз Светлинна година
„Баз Светлинна година“ (на английски: Lightyear) е американска компютърна анимация от 2022 година, продуциран от „Пиксар Анимейшън Студиос“ и е разпространен от „Уолт Дисни Студиос Моушън Пикчърс“. Спиноф е на поредицата „Играта на играчките“ на „Пиксар“, разказваща историята за измисления човешки герой Баз Светлинна година, вдъхновил едноименната екшън фигура. Режисьор е Ангъс Маклейн (в неговия режисьорски дебют), по сценарий на Пийт Доктър, а Крис Евънс озвучава едноименния герой, заедно с Кики Палмър, Дейл Сулес, Тайка Уайтити, Питър Сон, Узо Адуба, Джеймс Бролин, Мери Макдоналд-Луис, Ефрън Рамирез, Исая Уитлок-младши и Антъни Арманино в поддържащи роли.
Световната премиера на „Баз светлинна година“ се състои в театър „Ел Капитан“ на 8 юни 2022 г. и е пуснат театрално в Съединените щати на 17 юни 2022 г. Това е първият филм на Пиксар, който е заснет в IMAX.

## Актьорски състав
| Актьор              | Роля                     |
| ------------------- | ------------------------ |
| Крис Евънс          | Баз светлинна година     |
| Кики Палмър         | Изи Хоторн               |
| Кейра Хаирстън      | Изи като дете            |
| Питър Сон           | Сокс                     |
| Джеймс Бролин       | Император Зърг           |
| Тайка Уайтити       | Мо Морисън               |
| Дейв Сулес          | Дарби Стийл              |
| Узо Адуба           | Алиша Хоторн             |
| Мери МакДоналд-Луис | И.В.А.Н.                 |
| Ефрен Рамирез       | Диас                     |
| Исая Уитлок-младши  | Командир Бърнсайд        |
| Тим Пийк            | Тим от „Mission Control“ |

## Продукция

### Разработка
Работата по „Баз светлинна година“ започва веднага след приключването на „Търсенето на Дори“ (2016). Корежисьор с Андрю Стантън, на Ангъс Маклейн му е даден шанс да представи концепцията си за самостоятелен филм за Баз Светлинна година, идеята за който идва от филма, гледан от Анди Дейвис в първия филм от поредицата „Играта на играчките“ (1995), който предизвиква интереса му към фигурката на Баз.

### Кастинг
Крис Евънс е представен като гласа на Баз Светлинна година след обявяването на проекта през декември 2020 г. Той е единствената опция пред Маклейн за озвучаване на героя. При едно от посещенията му в офисите на Пиксар му е предложена да стане част от проекта. Като фен на поредицата Евънс веднага приема офертата. Тайка Уайтити ще озвучава необявена роля.

## Излизане
Световната премиера на „Баз Светлинна година“ се състои в международния анимационен филмов фестивал в Анси на 14 юни 2022 г. и е насрочен да бъде пуснат по кината на 17 юни 2022 г. от „Уолт Дисни Студиос Моушън Пикчърс“ във формати RealD 3D, 4DX, Dolby Cinema и IMAX. Това ще бъде първото ексклузивно издание на „Пиксар“ след „Напред“ (2020), „За душата“ (2020), „Лятното приключение на Лука“ (2021) и „Мей Червената панда“ (2022), които са назначени за стрийминг излъчване в „Дисни+“ в отговор на пандемията от COVID-19. „Баз Светлинна година“ стана първият филм на Пиксар, който пуснат под форматите на IMAX.
Филмът не е пуснат в различни, предимно страни с мюсюлманско мнозинство, които включват Египет, Индонезия, Ливан, Кувейт, Малайзия, Саудитска Арабия, Обединени арабски емирства и други страни, заради сцена, която включва сексуална целувка между женската героиня Алиша Хоторн и нейния партньор..

## В България
В България филмът е пуснат по кината на същата дата от „Форум Филм България“.